# Liste der Naturdenkmäler in Solingen-Ohligs
Die Liste der Naturdenkmäler in Solingen-Ohligs enthält die Naturdenkmäler des Ortsteiles. Naturdenkmäler sind durch die Ordnungsbehördliche Verordnung zum Schutz von Naturdenkmälern für das Gebiet der Stadt Solingen vom 21.09.2007 geschützt.
Diese Liste ist Teil der Liste der Naturdenkmäler in Solingen.

## Liste der Naturdenkmäler
| Nr. | Baumart     | Adresse                                    | Flur | Flurstück | Umfang in 1 m Bodenhöhe | Bild | weitere Informationen |
| --- | ----------- | ------------------------------------------ | ---- | --------- | ----------------------- | ---- | --------------------- |
| 40  | Roßkastanie | Weserstraße 16 ⊙                           | 87   | 98        | 3,45                    |      |                       |
| 48  | Eiche       | Scheffelstraße 24-26/Wiefeldicker Straße ⊙ | 66   | 149       | 3,20                    |      |                       |
| 77  | Eibe        | Hermann-Hesse-Weg 13 ⊙                     | 60   | 266       | 2,05                    |      |                       |
| 78  | Hängebuche  | Baverter Straße 4 ⊙                        | 11   | 168       | 2,75                    |      |                       |
| 79  | Linde       | Wiefeldicker Straße 88 ⊙                   | 69   | 70        | 2,80                    |      |                       |
| 80  | Mammutbaum  | Wiefeldicker Straße 94 ⊙                   | 69   | 64        | 3,70                    |      |                       |
| 82  | Blutbuche   | Hackhauser Straße 6 ⊙                      | 73   | 35        | 2,75                    |      |                       |
| 83  | Roteiche    | Hackhauser Straße 5, 7 ⊙                   | 73   | 125       | 3,05                    |      |                       |
| 84  | Blutbuche   | Zweibrücker Straße 7 ⊙                     | 73   | 134       | 2,35                    |      |                       |
| 86  | Esche       | Kamper Straße 16 ⊙                         | 53   | 203       | 2,95                    |      |                       |
| 88  | Roßkastanie | Schwanenstraße 44 ⊙                        | 86   | 273       | 3,60                    |      |                       |
| 90  | Linde       | Baustraße 14 ⊙                             | 76   | 332       | 2,45                    |      |                       |
| 92  | Blutbuche   | Merscheider Straße 327 ⊙                   | 21   | 112       | 3,40                    |      |                       |
| 94  | Blutbuche   | Weyerstraße 31 ⊙                           | 49   | 102       | 5,25                    |      |                       |
| 95  | Linde       | Siemensstraße 23 ⊙                         | 48   | 266       | 2,95                    |      |                       |
| 96  | Mammutbaum  | Weyerstraße 227 ⊙                          | 30   | 72        | 3,95                    |      |                       |
| 96  | Mammutbaum  | Weyerstraße 227 ⊙                          | 30   | 72        | 5,15                    |      |                       |
| 96  | Mammutbaum  | Weyerstraße 227 ⊙                          | 30   | 72        | 4,25                    |      |                       |
| 97  | Silberahorn | Herzogstraße 68 ⊙                          | 26   | 105       | 3,55                    |      |                       |
| 98  | Platane     | Weyerstraße 138, 138 a ⊙                   | 11   | 421       | 4,50                    |      |                       |
| 99  | Roßkastanie | Weyerstraße 138, 138 a ⊙                   | 11   | 421       | 3,60                    |      |                       |
| 100 | Platane     | Weyerstraße 227 ⊙                          | 30   | 6         | 4,60                    |      |                       |
| 101 | Blutbuche   | Weyerstraße 223 ⊙                          | 30   | 33        | 3,90                    |      |                       |
| 101 | Blutbuche   | Weyerstraße 223 ⊙                          | 30   | 33        | 3,05                    |      |                       |
| 102 | Esche       | Freiheitstraße 10 ⊙                        | 13   | 357       | 4,60                    |      |                       |
| 103 | Blutbuche   | Altenhofer Straße 93 ⊙                     | 17   | 3         | 3,05                    |      |                       |
| 103 | Blutbuche   | Altenhofer Straße 93 ⊙                     | 17   | 3         | 2,95                    |      |                       |
| 117 | Winterlinde | Weyerstraße in Höhe Nr. 178 ⊙              | 12   | 183       | 2,60                    |      |                       |
| 118 | Blutbuche   | Merscheider Straße 289, 291 ⊙              | 20   | 137       | 4,10                    |      |                       |